# Burgruine Donaustauf
Die Burgruine Donaustauf ist die Ruine einer Höhenburg auf einem 424 m ü. NN hohen Bergvorsprung über der Donau über dem Markt Donaustauf im Oberpfälzer Landkreis Regensburg in Bayern. Der Markt Donaustauf entwickelte sich im Mittelalter als bürgerliche Siedlung im Schutze der mächtigen Befestigungsanlagen der Burg. Die Anlage ist unter der Aktennummer D-3-75-130-8 als denkmalgeschütztes Baudenkmal von Donaustauf verzeichnet. Ebenso wird sie als Bodendenkmal unter der Aktennummer D-3-6939-0042 im Bayernatlas als „befestigte Höhensiedlung der Späthallstatt-/Frühlatènezeit, archäologische Befunde im Bereich der mittelalterlichen Burgruine Donaustauf“ geführt.
Seit dem 6. April 1986 gehört die Burgruine dem Markt Donaustauf. Ab 1997 wurde sie vom Markt gesichert und saniert.

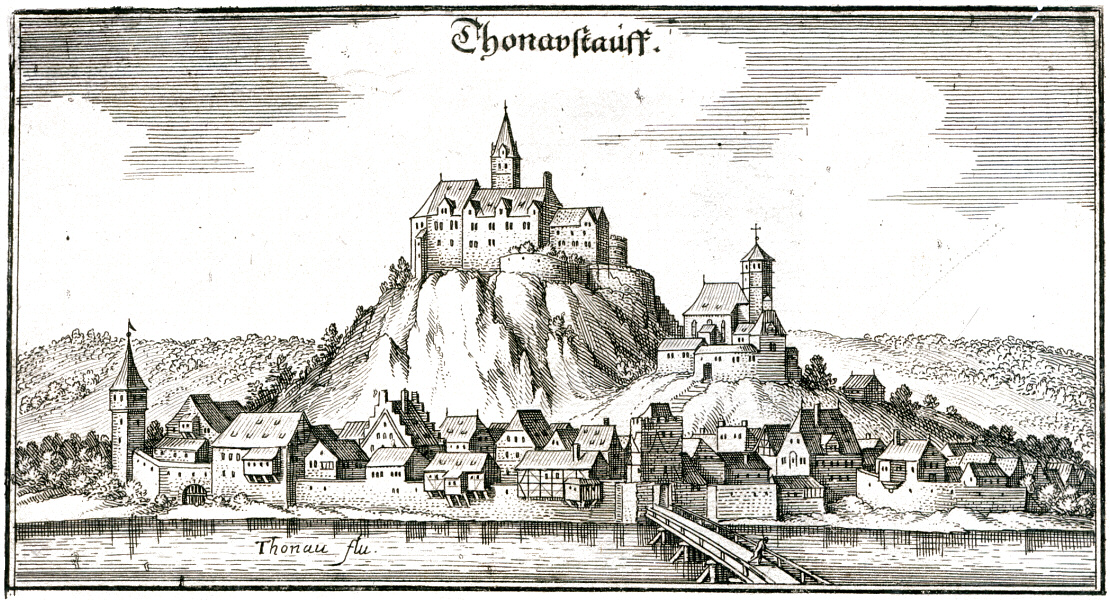
Die Burg nach Merian (Kupferstich von 1644)

## Geschichte
Der Burgplatz beherbergte schon um 500 v. Chr. eine  keltische Befestigung von allerdings unbekannter Ausdehnung und Bedeutung der späten Hallstattzeit, wie Grabungen in der Nordostseite der unteren Vorburg 1981 nachwiesen.
Zwischen 914 n. Chr. und 930 n. Chr. ließ hier Bischof Tuto von Regensburg eine Burg zur Abwehr der Ungarneinfälle errichten. Die Burg wird dabei als castellum quod dicitur Stufo zwischen 894 und 930 erwähnt. Der Name stouf ist die althochdeutsche Bezeichnung für einen kegelförmigen Fels oder Bergkuppe.
Im 11. Jahrhundert besaß die Burg unter dem Hochstift Regensburg eine hohe strategische Bedeutung. 1132 ist die Burg urkundlich erwähnt als castrum Episcopi Tuonustouphen, das heißt, die Burg war damals Eigentum des Regensburger Bischofs. Jeweils in den Jahren 1132, 1146 und 1161 wurde sie durch die bayerischen Herzöge, die ihre Herrschaft erfolglos über Regensburg auszudehnen versuchten, erobert und teilweise zerstört. Kaiser Friedrich Barbarossa soll die Nacht vom 7. auf den 8. September 1156 auf der Burg verbracht haben, um am Morgen des 8. September von dort aus zum Reichstag auf den Wiesen bei Barbing zu reiten.
Die Regensburger Bischöfe nutzten die Burg zeitweise als Residenz, z. B. Albert I. (1217–1259), und ließen sie durch Ministerialen verwalten. Aus Geldmangel verpfändete das Hochstift die Burg im 13. Jahrhundert mehrmals. Der Dominikaner  Albertus Magnus, der Bischof von Regensburg war, verfasste auf der Burg einen Kommentar zum Lukasevangelium. Im Sommer 1324 versteckte sich der Regensburger Bischof Nikolaus auf der Burg vor dem Legaten des Erzbischofs von Salzburg. Nach 1331 hielt sich der Bischof öfter auf den Burgen Donaustauf und Wörth auf.
Von 1355 bis 1373 war die Burg im Besitz der böhmischen Krone, wobei im Juli 1355 Kaiser Karl IV. persönlich nach Donaustauf kam, um sie in Besitz zu nehmen. 1373 kam sie an die bayerischen Wittelsbacher. 1385 kam die Burg von den Wittelsbachern erneut an die Reichsstadt Regensburg, die sie schon 1301 kurze Zeit gepfändet hatte. 1385/88 wurde die Burg im Städtekrieg verwüstet und 1388 durch bayerische Truppen erfolglos belagert. Als sie im Besitz der Stadt Regensburg war, diente die Burg auch als Gefängnis für Donaustaufer Bürger. 1488 nahm sie der Wittelsbacher Bayernherzog Albrecht IV. persönlich wieder in Besitz.
Vom 14. bis zum 17. Jh. wird die Burg verteidigungstechnisch weiter ausgebaut. So erfolgte 1610 durch Bayernherzog Maximilian I. eine erneute Befestigung und ein Ausbau mit Bastionen. Während des Dreißigjährigen Krieges wurde die Festung Donaustauf von den Schweden nach Übergriffen der bayerischen Besatzung Ende 1633 auf schwedische Versorgungstrupps im Januar 1634 unter großen Verlusten erobert, gesprengt und verbrannt.  Nach dem Abzug der Schweden notdürftig instand gesetzt und wieder bewohnt, verfiel sie seit dem Ende des 17. Jahrhunderts und wurde als Steinbruch genutzt.
1810 kam die Ruine mit dem Hochstift Regensburg an Bayern. Am 18. März 1812 trat der bayerische Staat die Burgruine als Entschädigung für die Postrechte in Bayern an das Haus von Thurn und Taxis ab. Die Fürsten von Thurn und Taxis führen seit 1899 den erblichen Titel eines Herzogs zu Donaustauf und Wörth.

## Baugeschichte und Anlage
Die ältesten Bestandteile der mittelalterlichen Burg datieren von um 1060/70. Diese umfassen die Ringmauer aus Bruchstein, den Palas, die inneren Torbauten und die Kapelle (mit noch viel Bausubstanz aus dem 11. Jahrhundert), welche allerdings im späten Mittelalter verändert wurden.

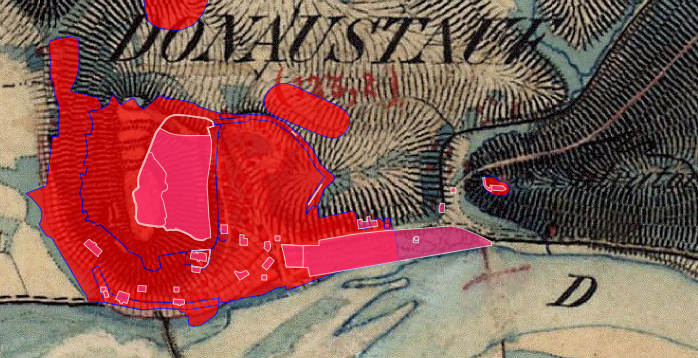
Lageplan von Burgruine Donaustauf auf dem Urkataster von Bayern

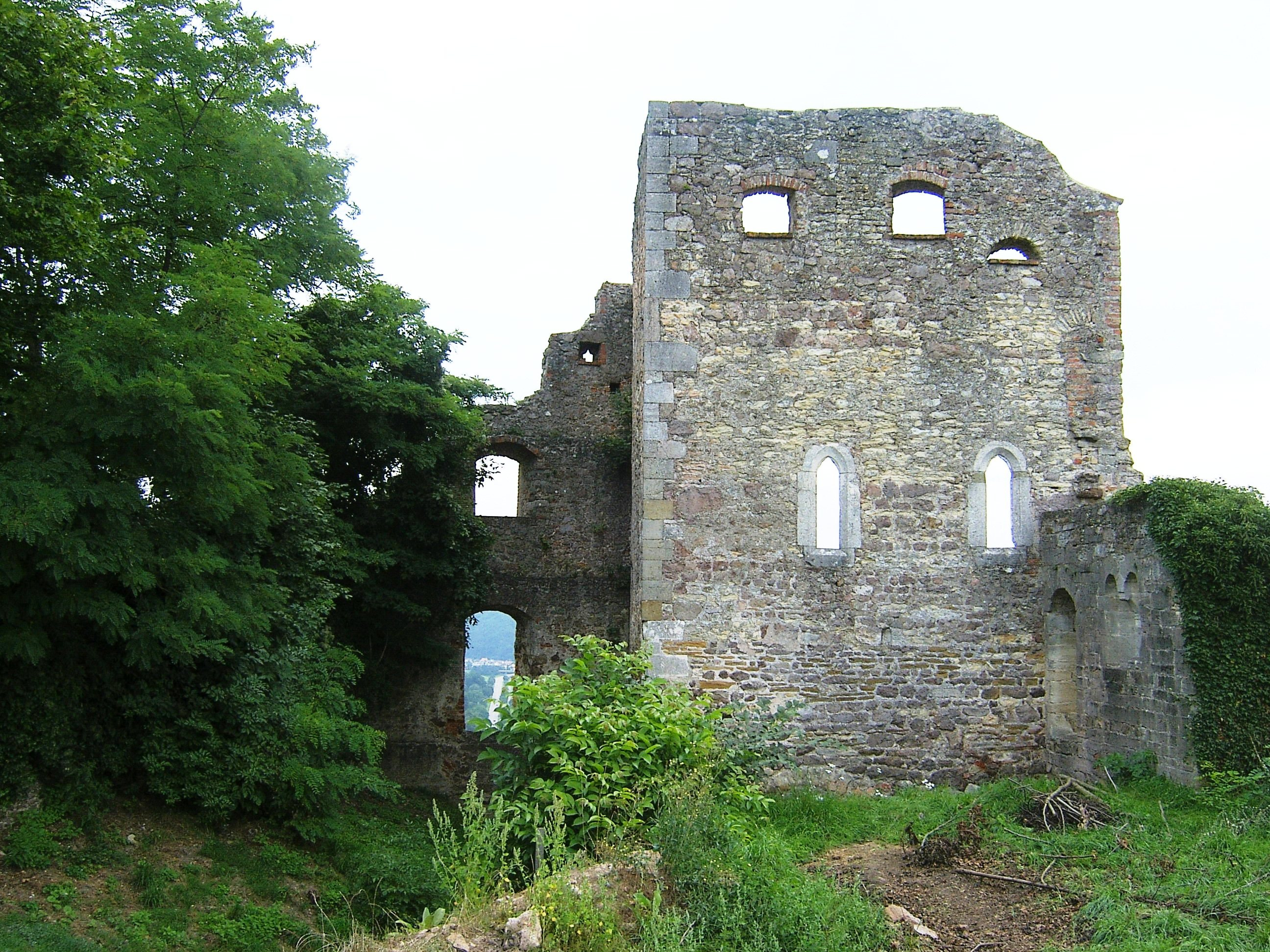
Die heutige Burgruine

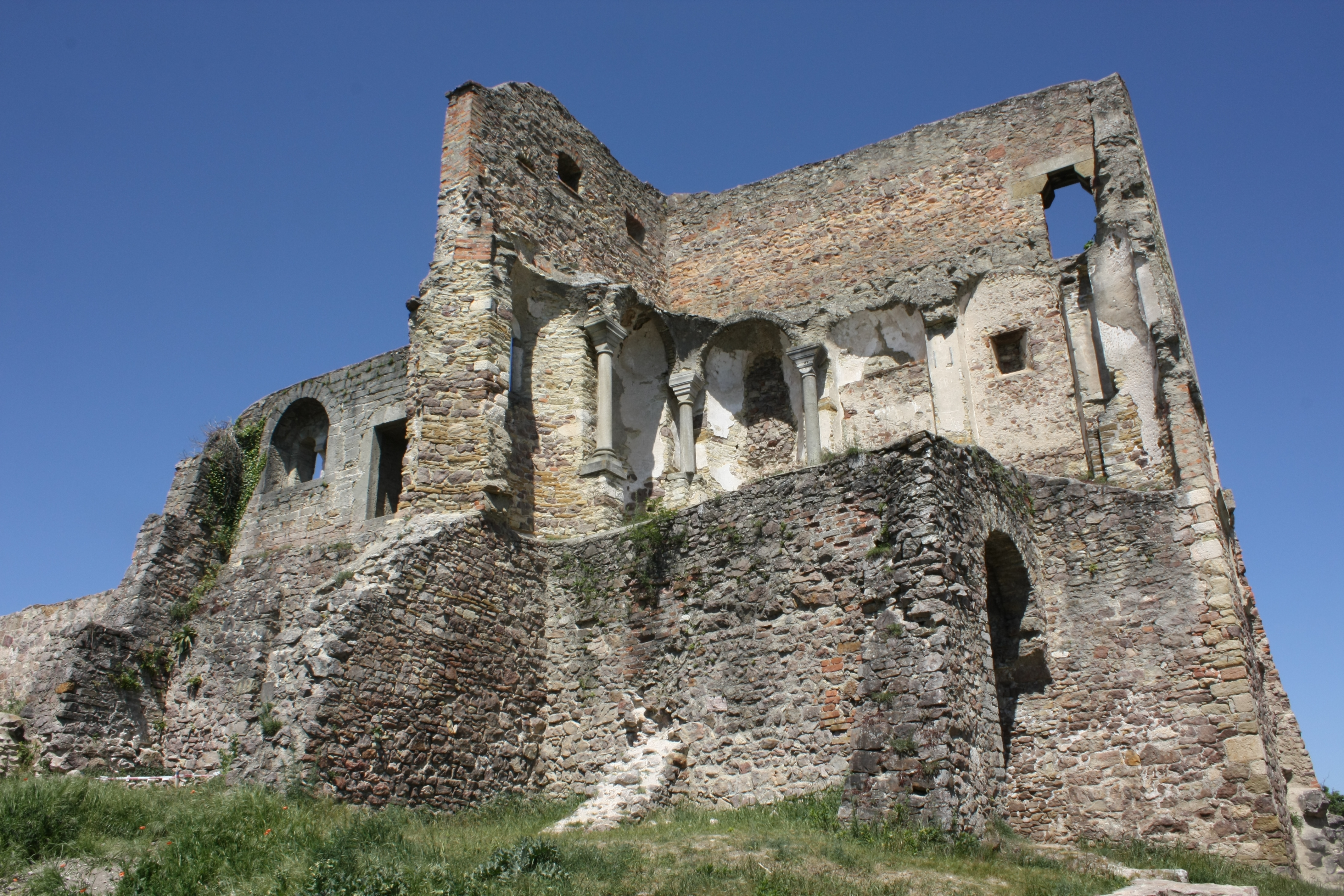
Reste der Kapelle im Obergeschoss des Torraums

Die ausgedehnte Anlage war als Abschnittsburg angelegt und umfasste sechs aufeinanderfolgende Tore:
- 1. Tor (nordöstliches Tor)
- 2. Tor mit flankierenden Bruchsteinmauern mit der Kernburg
- 3. Tor mit Torturm mit rundbogigem Eingang und Schildmauer über Graben aus Quadermauerwerk
- 4. Tor neben dem Stumpf des Rundturms
- 5. Tor mit Torbau mit Sichtquadermauerwerk und rundbogigem Durchgang
- 6. Tor, ein zweigeschossiger und gewölbter Torbau mit Resten der Burgkapelle im Obergeschoss

Von den ursprünglich sechs Toren sind noch vier sichtbar. Zusätzlich zur Sicherung durch die Tore war die Kernburg vor dem 2. Tor mit einem Halsgraben abgetrennt.
Der Stumpf des östlichen Rundturms aus Buckelquadern unterhalb des Palas weist einen Durchmesser von 15 m  und eine Mauerstärke von 5 m auf und kam erst später hinzu, um die ungeschützte Seite zum Plateau der Vorburg zu sichern. Als Geschützstellung wurde er wohl erst später genutzt.
Die frühromanische quadratisch angelegte Kapelle im Obergeschoss des inneren Torturms besaß eine dreischiffige Halle mit drei Jochen, von der die Nord- und Westmauer mit halbrunden Wandnischen und seitlich vorgestellten Säulen mit Würfelkapitellen erhalten sind. Die Säulen selbst sind jedoch Repliken. Die gotischen Lanzettfenster in den romanischen Wölbungen sind erst später eingefügt worden. Die Kapelle ähnelte damit im Stil der Magdalenenkapelle von St. Emmeram in Regensburg. Mit ihrer teilweisen Lage im Torturm stellt die Kapelle eine burgenbauliche Sonderform dar.
Vom Palas ist nur noch eine Wand mit einem romanischen Doppelfenster mit Säule erhalten. Vom quadratischen Bergfried ist nichts erhalten. Die Ostseite des Burgareals wurde ab 1812 als englischer Park mit Allee angelegt. Die nördlich vorgelagerte, grabenumwehrte Vorburg nimmt heute einen kleinen Friedhof auf.

## Donaustaufer Burgensteig
Die Burgruine Donaustauf gehört zu den über 40 Burgen, die im Regensburger Land über Wanderwege, die sogenannten Burgensteige, miteinander vernetzt sind. Der Donaustaufer Burgensteig ist etwa 30 Kilometer lang.